# Springfield (New York)
Springfield è un comune degli Stati Uniti d'America, nella Contea di Otsego, nello Stato di New York.
Si trova nella parte nord della contea, approssimativamente 80 chilometri ad ovest di Schenectady.